# Baditz Dávid
Baditz Dávid (Budapest, 1996. július 9. –) magyar bábszínész, gólyalábas.

## Életpályája
Tanulmányait a Debreceni Ady Endre Gimnáziumban kezdte. 2023-ban elvégezte a Színház- és Filmművészeti Egyetem drámainstruktor-színjátékos szakát Kiss Csaba és Kuthy Ágnes osztályában.
2016-óta a debreceni Vojtina Bábszínház társulatának tagja.

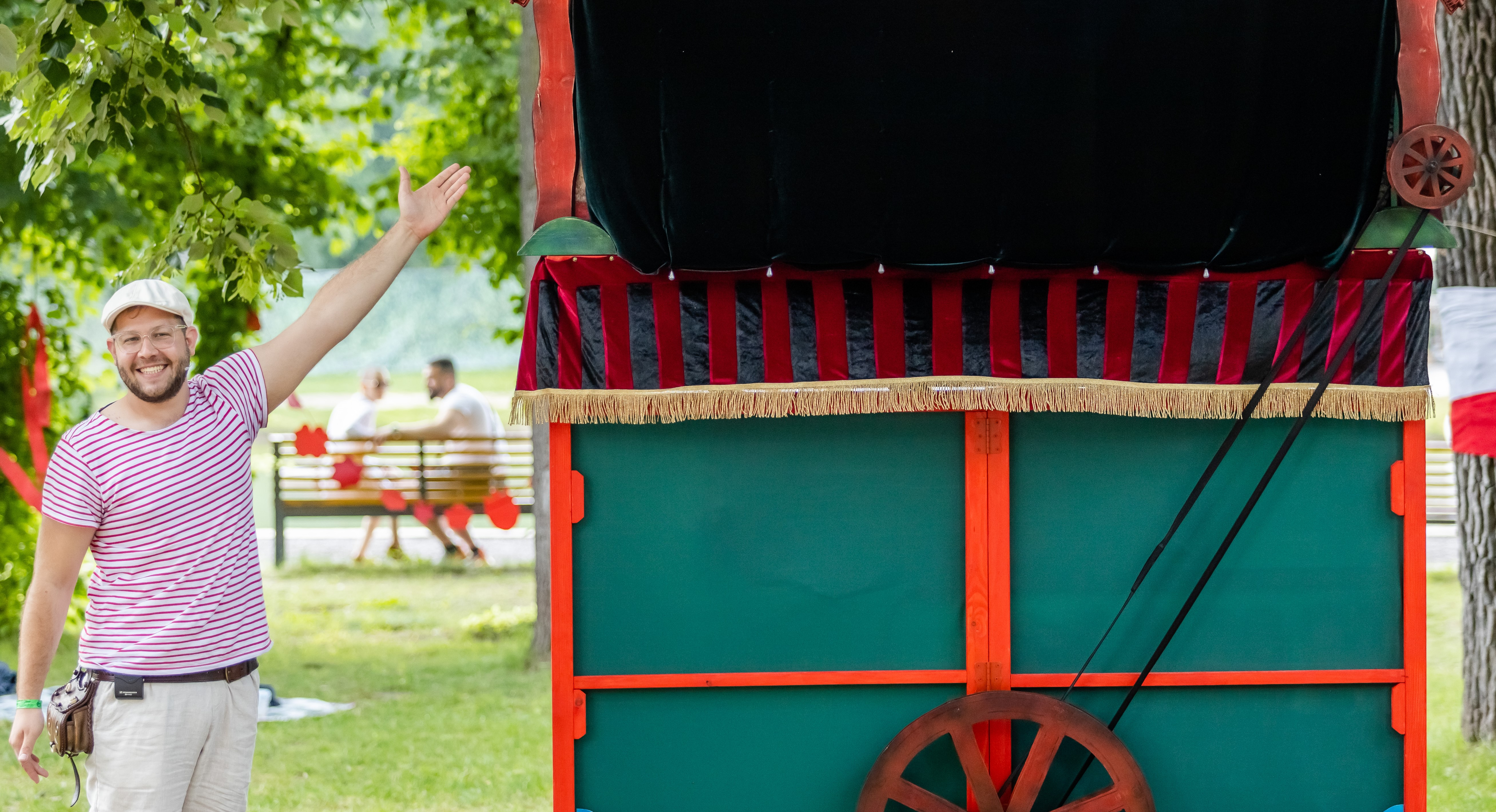

## Szerepei

### 2016–2025
Vojtina Bábszínház – igazgató: Asbóth Anikó
- Gimesi Dóra: Emma csöndje (r.: Gimesi Dóra)
- Nagy Orsolya: Sárkánykirály (r.: Kovács Domokos)
- Paul Maar, Schneider Jankó, Nagy Viktória: Tessék engem megmenteni! (r.: Schneider Jankó)
- Illyés Gyula, Galuska László Pál, Khaled-Abdo Szaida- A háromágú tölgyfa tündér (r.: Kovács Géza)
- Anna Kemp, Sara Ogilvie, Oláh-Bebesi Bori – Zozó, a magányos szörny (r.: O. Horváth Sári)
- Veres András – Vitéz László – Malombonyodalom (r.: Schneider Jankó)
- Boráros Milada – Mese a madárfészekről (r.: Lehőcz Zsuzsa, Takács Dániel)
- Markó Róbert – A halász meg a nagyravágyó felesége (r.: Markó Róbert)

- Zalka Csenge Virág, Gábor Sára – Tengerlépő cipők (r.: Lázár Helga)

- Cirkusz Minimus! – Maxi (r.: A társulat)
- Kertész Erzsi, Nagy Orsolya – Arika az elkápráztatóművész – Gergő (r.: Kolozsi Angéla)
- Markó Róbert, Tengely Gábor – Vas Laci (r.: Markó Róbert)
- Kolozsi Angéla – A Libapásztorlány – Falada (r.: Kuthy Ágnes)
- Nagy Orsolya – A Csizmadia, a Szélkirály, és a Nyúlpásztor esete (r.: Markó Róbert)
- Nagy Viktória Éva, Kiss Judit Erzsébet – Kodály madara (r.: Nagy Viktória Éva)
- Erdős Virág – Pimpáré és Vakvarjúcska (r.: Somogyi Tamás)
- Veres András – Egy rókáról és egy farkasról (r.: Veres András)
- Dió Zoltán, Róbert Júlia – Mágyika avagy az ördögök könyve – Jakab (r.: Dió Zoltán)
- Róbert Júlia, Gyombolai Gábor – Halak Kora – TZ (r.: Madák Zsuzsanna)
- Kolozsi Angéla – A só – Palika (r.: Kuthy Ágnes)
- G. Szász Ilona – Álomszövő Pendula (r.: Rumi László)

#### Egyéb munkák
- Magyar komédia olasz módra (r.: Nagy Viktória Éva) – 2019
- Billentyűk – Blattner Géza kísérleti bábszínháza az avantgárd Párizsban (r.: Nagy Viktória Éva) – 2017
- Vásári Attrakciók – Ort-Iki Báb- és utcaszínház – 2016

### 2013-2015

#### Csokonai Nemzeti Színház Debrecen
- Móricz Zsigmond – Kocsák Tibor – Miklós Tibor –  Légy jó mindhalálig musical (r.: Várhalmi Ilona)[3]
- Orbán János Dénes – A magyar faust (r.: Árkosi Árpád) [4]